# Țevelîci, Lokaci
Țevelîci (în ucraineană Цевеличі) este un sat în comuna Kozliv din raionul Lokaci, regiunea Volînia, Ucraina.

## Demografie
Componența lingvistică a localității Țevelîci
     Ucraineană (98,85%)
     Belarusă (1,15%)
Conform recensământului din 2001, majoritatea populației localității Țevelîci era vorbitoare de ucraineană (98,85%), existând în minoritate și vorbitori de belarusă (1,15%).